# Die schwarze Frau
Die schwarze Frau ist eine Posse mit Gesang in drei Akten von Carl Meisl. Die Uraufführung fand am 1. Dezember 1826 im Theater in der Josefstadt in Wien statt.

## Inhalt
In der kleinen Ortschaft Gänsewitz spukt seit einigen Jahren die „Schwarze Frau“ im Rathaus, vor der sich alle Ratsherren und auch die Stadtwachen fürchten. Sie schreitet (als Parodie auf Grillparzers Ahnfrau)
„[…] langsam und feierlich heraus aus dem Haus.“ (I. Akt, 6. Szene)
Sie erscheint dem geizigen Pächter Sperber, weil er ihr (in Wahrheit der Nanette) Geld schuldet. Haberstroh will die große Erbschaft Nanettes ergattern und diese dazu heiraten. Als „Schwarze Frau“ verkleidet sie sich, um durch diesen Spuk den vergrabenen Schatz ihres verstorbenen Vaters, der ein wohlhabender Goldschmied war, zu schützen.
Der lustige Vagabund Georgel kommt in die Stadt, wird vom Ratsdiener visitiert und zeigt sich von der „Schwarzen Frau“ unbeeindruckt, er nennt sie „Konduktansagerin“ (I. Akt, 6. Szene) und tanzt sogar einen Walzer mit ihr. Nanette hat nach ihren eigenen Worten Amanten […] zu Dutzende. (II. Akt, 9. Szene).
Nach einigen Verkleidungsszenen – auch Klapperl spielt einmal die „Schwarze Frau“ (I. Akt, 11. Szene) – treten in der Schlussszene alle Gattinnen der Ratsherren in dieser Kostümierung auf, geben sich zu erkennen und beschimpfen ihre Männer wegen deren erbärmlichen Verhaltens. Georgel und Nanette, die den vergrabenen Schatz gefunden haben, finden schließlich zusammen.

## Werksgeschichte
Die literarische Vorlage für Meisl war die Opéra comique La Dame blanche von François Boieldieu (Musik) und Eugène Scribe (Libretto), uraufgeführt am 10. Dezember 1825 in der Pariser Opéra-Comique. Sie hatte sehr großen Erfolg und wurde bald in ganz Europa und Nordamerika gespielt, am 6. Juli 1826 auch in Wien am Theater am Kärntnertor, in der deutschen Übersetzung von Ignaz Franz Castelli.
Schon fünf Monate später gab es die Aufführung der Parodie von Carl Meisl, einige weitere Parodien anderer Autoren waren nicht so erfolgreich. Am 12. Dezember 1826 übersiedelte die Produktion wegen des Publikumsandrangs in das größere Theater an der Wien, damals mit dem Josefstädter Theater vereinigt. Unter der Direktion von Carl Carl wurde es zum Erfolgs- und Repertoirestück, das rund 25 Jahre lang, bis zum Ende der 1840er Jahre, lief. Auch im deutschsprachigen Ausland war es sehr erfolgreich, bevor es in Vergessenheit geriet.
Meisl hielt sich relativ genau an die Vorlage, nur verpflanzte er das aristokratische schottische Milieu des Jahres 1759 in ein wienerisches Kleinstadtszenario. Aus dem Schlossverwalter Graveston wird der Viertelsmeister Haberstroh, sein Mündel Anna, die Pflegetochter der verstorbenen Gräfin von Avenal, wird zur Waise Nanette, der einfältige Pächter Dickson ist nun der geizige Sperber, Dicksons Gattin Jenny wird zur koketten Hanni, der Offizier Georges Brown, den Anna im letzten Moment durch ihr anvertraute Schriftstücke als den rechtmäßigen Erben des Schlosses, Julien d'Avenal, legitimiert, wird zum vazierenden Spitzbuben Georgel, die „Weiße Dame“, Beschützerin der Familie d'avenal seit Jahrhunderten, wird zur „Schwarzen Frau“, der verkleideten Nanette.
Die letzte Aufführung der „Schwarzen Frau“ wurde 1851 in einer auf einen Akt zusammengezogenen Version zusammen mit Johann Nestroys Volksstück Der gutmüthige Teufel gegeben, in der neben Wenzel Scholz auch Nestroy mitwirkte. In einer früheren Aufführung der „Schwarzen Frau“ im Oktober 1827 während seiner Grazer Zeit wurde Nestroy wie später noch oft wegen „censurwidrigen Extemporierens“ bestraft.
Bei der Uraufführung spielte Wenzel Scholz zwar noch nicht den Ratsdiener Klapperl, aber im Theater an der Wien übernahm er die Rolle, die sein erster großer Erfolg und Durchbruch als Komiker wurde. Die Schwarze Dame spielte Betty Vio, den Pächter Sperber Friedrich Hopp.
Die Musik stammt von Adolf Müller senior, der mit ihr seinen ersten großen Erfolg feierte.
Das Stück lief als Erfolgs- und Repertoirestück der Theatertruppe um Direktor Carl Carl. Sie war nicht nur ein Karrieresprungbrett für den Komponisten Adolph Müller.

## Spätere Rezeption
Alice Christine Waginger schreibt in ihrer Diplomarbeit, „Die schwarze Frau“ zähle zu den so genannten Krähwinkliaden, also Lokalpossen, die in Orten spielen,
„[…] deren Einwohner zwischen Schildbürgertum und ‚urösterreichisch‘ ländlich angesiedelt sind. Diese Kulisse wird oftmals für Opernparodien verwendet.“
Nach Fanny Platette werden die rührseligen Szenen des Originals (die Erinnerungs- und Wiedererkennungssituationen) bei Meisl durch prosaisches Geschehen (Affäre zwischen Nanette und Georgel, Persiflage der Liedtexte) ersetzt. In erster Linie gehe es ihm
„[…] um eine burleske Gespenster-Parodie, die er auch in anderen Stücken auf die Bühne gebracht hat […] zugleich werde aber auch dieser ‚gesunde Menschenverstand‘ selbst, die kleinbürgerliche Einstellung, lächerlich gemacht. […] Auch wenn die Intention in erster Linie komisch bzw. parodistisch ist, ist der zeitgenössische soziopolitische Hintergrund […] erkennbar.“